# Джоузеф Блек
Джоузеф Блек (на английски: Joseph Black) е шотландски лекар, химик и физик, известен с разработките си върху латентната топлина, специфичната топлина, както в откриването на въглеродния диоксид.
Той е основател на термохимията, която развива много концепции на термодинамиката, като топлинен капацитет, и е ментор на бъдещия учен Джеймс Уат. В негова чест сградите на химическите факултети в Университетите на Единбург и Глазгоу носят неговото име.

## Биография
Роден е на 16 април 1728 г. в Бордо, Франция, в семейството на търговец на вино, който родом е от Белфаст, Ирландия, но пътува често до Бордо по търговски дела. По майчина линия произхожда от шотландско семейство, което също се занимава с лозаро-винарство. Поради тази причина постъпва в Университета на Глазгоу, а по-късно продължава образованието си по медицина в Единбург.
През 1756 г. става професор в Глазгоу, а от 1766 г. преподава в Единбургския университет. През 1783 г. Джозеф Блек става почетен член на Руската имперска академия на науките в Петербург, Русия, а през през 1789 година и на Академията на науките в Париж.
Джоузеф Блек не се е женил никога през живота си.
Умира на 6 декември 1799 г. в Единбург на 71-годишна възраст.